# Alvar Ellegård
Henrik Alvar Ellegård, conosciuto come Alvar Ellegård (Göteborg, 12 novembre 1919 – Göteborg, 8 febbraio 2008), è stato un linguista e saggista svedese.

## Formazione e carriera
Ellegård conseguì il dottorato in lingue nel 1953, con una tesi sull'uso dell'ausiliare do nella lingua inglese media e nei primi stadi della lingua inglese moderna. Nello stesso anno fu nominato professore associato di lingua inglese. Nel 1962 divenne professore ordinario di lingua inglese all'Università di Göteborg. Nel 1977 entrò a far parte dell'Accademia reale svedese di lettere, storia e antichità. Successivamente divenne membro del comitato scientifico dell'Enciclopedia nazionale svedese. Nel 1984 si ritirò dall'insegnamento e divenne professore emerito. 
Durante la sua carriera, Ellegård si occupò non solo di questioni linguistiche ma anche dei rapporti tra la scienza e la religione: nel 1958 pubblicò il libro Darwin and the General Reader, uno studio dettagliato, condotto sulla stampa dell'epoca, sui cambiamenti nella pubblica opinione britannica a seguito della pubblicazione del libro di Charles Darwin L'origine delle specie. Dopo il suo ritiro dall'insegnamento, Ellegård si dedicò a studi sulla storicità di Gesù e le origini del cristianesimo.

## Posizione sul cristianesimo
Ellegård è stato un fautore di una versione moderata della teoria sul mito di Gesù. Secondo lo studioso svedese, i vangeli sarebbero in gran parte inventati e il Gesù che descrivono sarebbe una figura mitica. Il Gesù descritto nelle lettere di Paolo sarebbe invece basato su una figura storica, un maestro di giustizia degli Esseni vissuto oltre cento anni prima degli eventi narrati dai vangeli canonici. Paolo di Tarso avrebbe quindi creato il cristianesimo a seguito dei suoi contatti con gruppi di esseni. Nel suo viaggio a  Damasco, Paolo avrebbe avuto una visione di questo maestro di giustizia. Ellegård ritiene che la sua teoria sia supportata dal Documento di Damasco.

## Opere principali
- Darwin and the General Reader (1958)
- A Statistical Method for Determining Authorship (1962)
- The Syntactic Structure of English Texts (1978)
- Myten om Jesus: den tidigaste kristendomen i nytt ljus, Bonniers, Stockholm, 1992 (in svedese)
- Jesus – One Hundred Years Before Christ: A Study In Creative Mythology, London, 1999.